# 구지역 (가나가와현)
구지역(일본어: 久地駅, くじえき)은 일본 가나가와현 가와사키시 다카쓰구에 있는 동일본 여객철도(JR 동일본) 난부 선의 철도역이다.

## 역 구조
- 상대식 승강장 2면 2선의 지상역.
- 1번선 승강장의 다치카와 쪽에 역사가 있다.

### 타는 곳
| 1 | ■ 난부 선 | 무사시미조노쿠치, 무사시코스기, 가와사키 방면 |
| 2 | ■ 난부 선 | 노보리토, 후추혼마치, 다치카와 방면           |

## 이용 상황
2008년도의 1일 평균 승차 인원수는 13,294명이었다.

## 역사
- 1927년 8월 11일 - 난부 철도 무사시미조노쿠치역 - 슈쿠가와라역 간의 구지 매화나무 숲 정류소(일본어: 久地梅林停留所, くじばいりんていりゅうじょ)로서 개업.
- 1942년 4월 16일 - 역에 승격.
- 1944년 4월 1일 - 난부 철도의 국유화에 의해 일본국유철도 난부 선의 구지역이 된다.
- 1987년 4월 1일 - 국철 분할 민영화에 의해 동일본 여객철도의 역이 된다.

## 인접한 역
| 동일본 여객철도 난부 선      | 동일본 여객철도 난부 선 | 동일본 여객철도 난부 선        |
| ---------------------------- | ----------------------- | ------------------------------ |
| JN 11 쓰다야마 가와사키 방면 | 난부 선                 | JN 13 슈쿠가와라 다치카와 방면 |